# Подбабац
Подбабац (на сръбски: Подбабац) е село в Черна гора, разположено в община Будва. Намира се на 274 метра надморска височина. Преброяването на населението през 2011 г. показва че селото е безлюдно.

## Население
Численост на населението според преброяванията през годините:
- 1948 – 46 души
- 1953 – 48 души
- 1961 – 33 души
- 1971 – 14 души
- 1981 – 8 души
- 1991 – 0 души
- 2003 – 4 души
- 2011 – 0 души